# 서암기계공업
서암기계공업(Seoam Machinery Industry Co. Ltd.)는 화천기계 그룹의 대한민국의 공작기계 기업이다. 본사는 광주시 광산구 하남산단 8번로 127-15(안청동)에 위치해 있으며 대표이사는 권영호이다.

## 제품
철도 차량용 기어동력장치를 국내 최초로 국산화했으며 유진기공을 통해 현대로템에 철도용 기어동력장치를 독점적으로 공급한 적이 있다. 공기압축용 기어, 풍력발전기용 기어, 감속기용 기어, 선반엔진용 기어, 철도차량용 기어, 로봇용 기어 등 비공작기계용으로 매출을 확대하고 있다.

## 상장
2011년 12월 19일에 공모가 3,800원에 상장하였다.

## 같이 보기
- 화천기계
- 화천기공

## 참고 문헌
1. ↑  박형수, 서암기계공업, 철도차량용 기어 국산화 '반영구적 기술력'…네옴시티 고속철 수출 기대, 아시아경제, 2022년 11월 17일
2. ↑  혜인, 서암기계공업 '上' 우크라이나 재건주 강세, 뉴스프라임, 2022.06.02
3. ↑  서암기계공업, 현대로템 네옴시티 2.5조 규모 MOU...현대로템 기어 독점공급이력, 서울경제, 2022-11-17
4. ↑  신재영, 한국IR협의회 기술분석보고서-서암기계공업, 2022.03.31.
5. ↑  최순호, 유진투자증권 Small-Cap 기업분석보고서-서암기계공업, 2011. 1